# アエロポスタル・ベネズエラ108便墜落事故
アエロポスタル・ベネズエラ108便墜落事故（アエロペスタル・ベネズエラ108びんついらくじこ）は、1991年3月5日にアエロポスタル・ベネズエラ108便がベネズエラのマラカイボにあるラ・チニタ国際空港からスリア州のサンタバーバラへの飛行中に墜落した航空事故である。

## 事故機
108便に使用されていた機体は1976年に製造され、新造機として同年にアエロポスタル・ベネズエラに導入されたマクダネル・ダグラス DC-9であった。

## 事故の経緯

事故機の残骸

事故機の残骸

108便はマラカイボにあるラ・チニタ国際空港から45人の乗客乗員を乗せて出発した僅か数分後にバレラ付近にある「アンデスのギロチン」に激突し炎上した。乗員乗客45人は全員死亡した。

## 事故原因
事故調査の結果、機長は誤ってナビゲーションシステムに間違った座標を入力してしまい、本来のコースから外れてしまったと結論付けた。また、事故当時、霧が発生していたため、間違いに気付かないまま山に突入したとされている。

## 「アンデスのギロチン」
事故が発生したロス・トレスは現地のパイロットの間で「アンデスのギロチン」と評される急斜面の地形で、GPWS導入以前では霧が発生しやすい事もあり事故が多発する地域であった。アエロポスタルの事故以前にも1950年と1960年にAVENSAとLANSAがそれぞれ付近で乗客乗員が全員死亡する墜落事故を起こしている。